# Verzweigung Zürich-Süd
De Verzweigung Zürich-Süd, (ook wel Zürich-City genoemd), is een knooppunt in Zwitserland. Op dit knooppunt in het zuiden van Zürich sluit de A3W aan op de A3.

## Configuratie
Het knooppunt is een half-sterknooppunt.

## Bijzonderheid
De A3 kent in het knooppunt een totso.